# مخبوز هش
المخبوز الهش أو الخبز الهش (بالإنجليزية: Shortbread، ت.ح. 'الشورتبريد') هو هو نوع من أنواع البسكويت (إنجليزية أمريكية: كوكي) تُصنع تقليديا من سكر أبيض، وزبدة، وطحين. يعود أصل المخبوز الهش إلى اسكتلندا، حيث وُجدت أول وصفة مطبوعة في عام 1736م، من سكوتلنديّة تُدعى الآنسة مكلينتوك.
استعمال الطحين الأبيض السادة أصبح شائعاً اليوم، وغيره من المكونات مثل الأرز المطحون أو طحين الذرة قد تضاف أحياناً للمحافظة على قوام الخليط. وفي الوصفات الحديثة قد تتواجد تغييرات طفيفة في المكونات، حيث يُستعمل بدل السكر الأبيض السكر المحبب، أو استعمال مدقوق السكر وكذلك إضافة بعضاً من الملح.
هناك عدة تنويعات للمخبوزات الهشة، فبعض الشركات تُنتج إنتاجاً شاملاً للبسكويت وتُسوّق لهم تحت مختلف أسماء العلامات التجارية.
يختلف المخبوز الهش عن الكعكة الهشة، بالرغم من أنهما يبدوان متشابهان، فإن الكعكة الهشة تُصنع باستعمال الدهون النباتية بدلاً من الزبدة وغالباً ما تحتوي على عامل نافخ كمسحوق الخبز، والتي تُعطي قواماً مختلفاً، بسكويت المخبوز الهش مشابه جداً للبسكويت العادي ولكّنه لا يُحافظ على شكله إلا تحت ضغط، مما يجعله الأنسب للوجبات المُوَظّبَة.

## الطريقة
المخبوز الهش يُخبز في درجات حرارة منخفضة لمنع اكتسابه اللون البني أو حتى احتراقه عند طبخه، فلونه ينبغي أن يكون أبيضاً بالكامل تقريباً، أو بُنيّ ذهبي فاتح. يُنثر عليه بعدها قليلاً من السكر أثناء طبخه، وقد يكون متفتتاً قبل أن يبرد، ولكّنه يقسو بعد تبريده.

## الأشكال والتنويعات

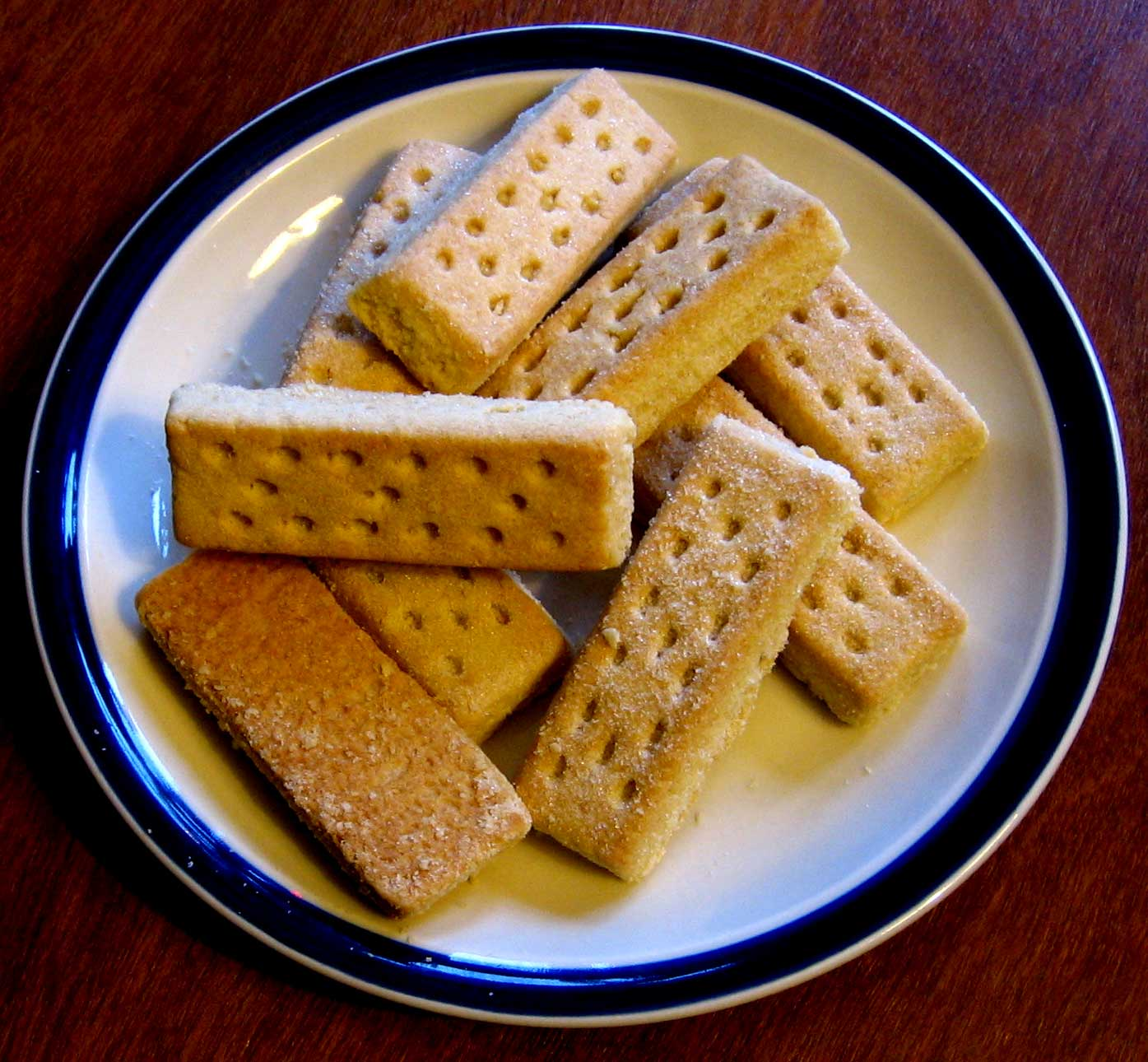
أصابع مخبوزات هشة.

تُشَكّلُ المخبوزات الهشة تقليديّاً إلى ثلاثة أشكال رئيسة: قرص دائري كبير ويُقَسّم إلى أجزاء فور أخراجه من الفرن، وَشكل أذيال البيتيكوت المُسماة من الكلمة الفرنسية بيتيس كوتيس وهو بسكويت مدبب يُؤكل مع النبيذ، أو البيتيسجاستيليس وهي كلمة فرنسية قديمة للكعك الصغير، هذا الشكل يؤخذ في البسكويت الدائري المنفرد أو في اللوح المستطيل ذو سماكة 2 سم ويُقطّع إلى أصابع.
يُحافظ العجين الغليظ على شكله أثناء الخَبز. غالباً ما يُنقش على عجينة البسكويت قبل الخبز بنقوش نمطية منتظمة، مثل أسنان الشوكة أو السبرينغرلي. تُشَكّل المخبوزات الهشة في أشكال قلوب أحياناً أو غيرها من الأشكال لمختلف المناسبات الخاصة والأعياد.

## الارتباطات الثقافية
ارتبط المخبوز الهش عامةً بالثقافة السكوتلندية، ولكن بسبب شيوعه وانتشاره فإنه ترك بصمةً أيضاً في بعض الدول مثل المملكة المتحدة، وأخذت أنواع بسكويت مماثلة بالانتشار في الدنمارك، إيرلندا والسويد. مخبوزات واكرز الهشة هي أكثر أنواع المخبوزات الهشة انتشاراً وعرفاً، وهذه الشركة هي أكبر مُصدر إسكوتلندي للأطعمة.
المخبوز الهش اتخذ كالحلوى الرسمية للمملكة المتحدة في مقهى أوروبا عام 2006م في النمسا عاصمة الاتحاد الأوربي.
الشيف السكوتلاندي جون كويجلي يصف المخبوز الهش بأنه بمثابة «الجوهرة في التاج» في الخَبْزالسكوتلندي.
ارتبطت تنويعة المخبوز الهش بالزنجبيل مع البرلمان السكوتلندي في القرن التاسع عشر، وكانت أحياناً تُسمى بكعك البرلمان أو البارليز. والبسكويتات كانت تُصنع وتُباع من قبل المتجر لوكي فيكي في ويفرلي، إيدنبرغ.

## التاريخ
المخبوز الهش كان نتيجة تطور البسكويت في العصور الوسطى، حيث كان آنذاك لفافة خبز غنية بالسكر والتوابل كالقرفة والزنجبيل تُخبز مرتين وتُيَبّس إلى بسكويت محلىً جاف يُسمى شابورة. ومع الوقت، فإن خميرة الشابورة الأصلية استبدلت بالزبدة، والتي أنتجت أكثر من سلعة غذائية في بريطانيا وإيرلندا.
بالرغم من أن المخبوزات الهشة كانت تُحضّر كثيراً في القرن الثاني عشر، ألا أن تنقيح وتحسين هذه الوصفة كان على يد ماري ستيوارت، ملكة اسكوتلاندا في القرن السادس عشر الميلادي. هذا النوع من المخبوزات الهشة كان يُخبز، ويُقطّع إلى أجنحة مثلثة الشكل، ويُنكّه ببذور الكروياء.
المخبوزات الهشة كانت باهظة الثمن، وتُقدّم كرفاهية في المناسبات الخاصة مثل الكريسماس والهوغمالاي (احتفال رأس السنة الإسكوتلندي)، وفي الزواجات. في إسكوتلاندا، من التقاليد كسر كعكة مخبوزة هشة فوق رأس العروسة الجديدة على مدخل منزلها الجديد.